# Autostrada A27 (Holandia)
Autostrada A27 (nl. Rijksweg 27) – autostrada w Holandii na osi północ-południe zaczynająca się na węźle z autostradą A58 w Sint-Annabosch. Kończy się na węźle z autostradą A6 w Almere.

## Trasy europejskie
Wzdłuż autostrady A27 biegną dwie trasy europejskie.
- Trasa europejska E30 przebiega między węzłem Lunetten (A12), a węzłem Rijnsweerd (A28).
- Trasa europejska E311 przebiega między węzłami Sint-Annabosch (A58), a węzłem Lunetten (A12).